# Anüté
Tegeai Anüté (Ανύτη) az i. e. 3. század elején élt ókori görög költő, akit kortársai és az utókor epigrammáiért és sírfelirataiért tartottak nagy becsben. Thesszalonikéi Antipatrosz a kilenc földi múzsa közé sorolta. Egyes források szerint egy peloponnészoszi költő- és íróiskola vezetője volt, egyik tanítványa Tarentumi Leónidasz.
Legalább 18, dór dialektusban írt epigrammája fennmaradt a Görög Antológiában; további hat, melynek a szerzősége vitatott, szintén lehetnek az ő művei. Több teljes vers maradt fenn tőle, mint bármelyik másik ókori görög női szerzőtől. A szamoszi Aszklépiadész mellett egyike volt az elsőknek, akik fiktív epigrammákat írtak, ezzel kiemelték a műfajt az alkalmi költészet keretei közül. Ő volt az első, aki fiktív sírverseit nemcsak emberekhez, hanem állatokhoz is írta, illetve aki élénk leírásokat készített a szelídítetlen természet szépségeiről. A következő versét Aphrodité egy szobrához írta:
Küprisz földje e part: szive megdobbant az örömtől
mindig a szárazról nézve a víz-ragyogást.
Ő teszi széppé bárkák útját: hisz ha a tenger
tündöklő szobrát látja, remegve lapul.
(Horváth I. Károly   fordítása)

## Fordítás
Ez a szócikk részben vagy egészben  az   Anyte című angol Wikipédia-szócikk fordításán alapul.  Az eredeti cikk szerkesztőit annak laptörténete sorolja fel. Ez a jelzés csupán a megfogalmazás eredetét és a szerzői jogokat jelzi, nem szolgál a cikkben szereplő információk forrásmegjelöléseként.